# Барьер Египет — сектор Газа

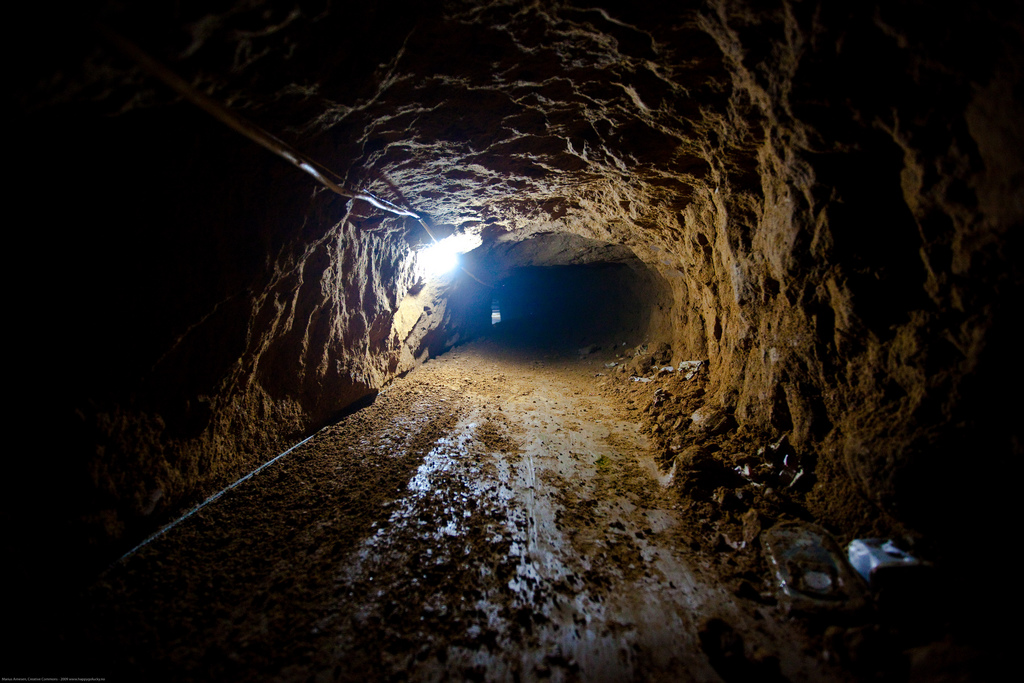
Контрабандный туннель в Рафиахе, 2009 г.

Барьер Египет — сектор Газа — пограничный барьер в 14 километров на границе между Египтом и сектором Газа. В более старой его части сделан из стали, а в новом отрезке — из бетона. Единственным пограничным переходом между Египтом и сектором Газа является КПП Рафиах.

## История создания
В декабре 2009 года Египет при помощи США начал строительство стальной стены вдоль границы с сектором Газа. Общая длина стены планировалась в 10-11 км и она должна была углубляться на 18 метров ниже уровня земли. Строительство стены должно было быть завершено за 18 месяцев. По состоянию на 2013 год отмечалось, что стена ещё не была достроена и не перекрыла поток контрабандных товаров.
29 октября 2014 года Египет начал снос домов на границе с сектором Газа в рамках запланированной 500-метровой буферной зоны, предназначенной для предотвращения контрабанды оружия в сектор Газа.
В феврале 2020 года Египет начал у себя строительство новой бетонно-стальной стены длиной в 3 километра вдоль границы с сектором Газа, от юго-восточной части Газы в Керем-Шалом до пограничного перехода Рафиах. Новая стена является дополнением к старой и находится на расстоянии не более 8 метров от старой. Высота стены — 7 метров и на ней — электронные датчики.

## Технические аспекты
Проект реализовывался при техническом сотрудничестве со стороны ряда стран (США, Франция). В середине 2011 года конгресс США приостановил техническую поддержку.
Египет укрепил границу несколькими сотнями военнослужащих для защиты строительных бригад от атак палестинских снайперов.
Палестинские источники сообщили, что строительство заграждения повредило десятки туннелей для контрабанды на глубине до 30 метров, особенно туннелей возле пограничного терминала в Рафиахе. Они добавили, что большая часть из 1500 туннелей между Газой и Египтом осталась нетронутой. Источники также заявили, что проект встревожил режим ХАМАС в секторе Газа, который взимает 2500 долларов в год за право пользования туннелем.

## Цели
По мнению аналитиков на конференции по безопасности в Египте в январе 2010 года, заграждение отражает обеспокоенность Египта тем, что вдохновленные действиями Аль-Каиды боевики из сектора Газа проникнут в Египет после того, как их вытеснит ХАМАС, являющийся де-факто правящей властью в секторе, которую Египет, ЕС, США (и другие) считают террористической группировкой. Аналитики считают, что Египет может стать убежищем и полем битвы для небольших групп боевиков-салафитов, таких как «Джунд Ансар Аллах», Джейш аль-Умма, «Армия ислама» и «Джалджалат», которые были подавлены ХАМАСом с тех пор, как он взял сектор под свой контроль в 2007 году.
Барьер оказался малоэффективным, поскольку, по словам представителя египетской службы безопасности, его «пробивали сотни раз».

## Мнения

### Поддержка
В 2010 году президент Палестинской автономии Махмуд Аббас заявил о поддержке заграждения, добавив: «Это суверенное право египтян в своей собственной стране. Законные поставки должны доставляться через законные переходы». Соединенные Штаты заявили о своей поддержке строительства барьера, заявив, что он поможет предотвратить контрабанду оружия. Главный университет Каира аль-Азхар официально поддержал решение правительства, заявив, что это «право государства строить вдоль своих стен сооружения и препятствия, которые повысят его безопасность».

### Противостояние
Военизированная исламистская группировка ХАМАС, де-факто правящая власть в секторе Газа, выступает против заграждения и называет его «стеной смерти». Хасан Насралла, глава ливанской боевой группировки «Хезболла», призвал Египет прекратить строительство. Исламский фронт спасения, иорданская исламистская группировка, раскритиковал Египет за строительство заграждения и обвинил его в «сотрудничестве» с Израилем и США. «Египетские власти… увеличивают страдания палестинцев в Газе, строя стальную стену и закрывая пункты пересечения границы с Газой», — сказал Хамза Мансур, член Совета шуры Фронта исламских действий. Ряд мусульманских священнослужителей написал заявления против стены. В январе 2010 года небольшие акции протеста против строительства стены прошли возле посольств Египта в Иордании и Ливане.
В 2010 году во время демонстрации палестинцев на границе они застрелили египетского пограничника, а 20 палестинцев были ранены в результате ответного огня египтян.